# 鍾雅倫
鍾雅倫（1970年8月18日—），男，香港警察葵涌分區指揮官，曾任紅磡分區指揮官。在2019年反對逃犯條例修訂草案運動中，多次發表爭議言論而備受關注。

## 爭議

### 聲稱自己沒有警員編號
2019年9月28日，反修例示威者在金鐘舉行雨傘革命五周年集會，警方在集會結束後於多區進行大搜捕。在紅磡，時任紅磡分區指揮官的鍾雅倫於理工大學巴士站對巴士乘客進行截查，乘客被要求下車接受警方盤查及搜袋。截查期間，大埔候任區議員、法律碩士陳振哲質問截查行動的法理依據，鍾雅倫警告陳振哲不要阻礙警方行動，否則會控告陳公眾地方行為不檢。陳振哲感到不滿，向鍾雅倫索取警員編號，鍾拒絕提供，表示「如果你唔滿意嘅，你可以投訴，我冇冧把，我姓鍾嘅，鍾雅倫，紅磡分區指揮官，得唔得......」，其後被同袍勸開。

### 對市民使用黑社會術語
2019年10月7日，反修例示威者為抗議政府實施禁蒙面法，繼續在多區進行示威活動。在黃埔，有示威者在晚上九時許於黃埔花園外架置路障，過百名防暴警察到場作出驅散及拘捕行動，並在清理路障後撤退。示威者期後再度集結，警方於晚上十一時許再次到場驅散，期間，負責帶隊的鍾雅倫向在場人士表示「你知我過嚟覆桌㗎，你知㗎，係咪？」。

### 拘捕使用粗言穢語的市民
2019年10月11日，三名青年在紅磡明安街被便衣警員截查，其後演變為肢體衝突，兩人被拘捕。附近的街坊圍觀並要求警方交代拘捕原因，但被到場的防暴警員驅趕，其中一名男街坊懷疑向鍾雅倫使用粗言穢語，令鍾向其噴射胡椒噴霧，將其迫出馬路，更激動斥罵街坊，該名街坊最後被警方以「阻礙警務人員執行職務」罪名拘捕。

### 被指對孕婦濫用武力
2019年11月12日，鍾雅倫於紅磡站通向理工大學的行人天橋截查市民，一名女子被截查時與鍾發生口角，女事主聲稱只是說了句「我點知你會唔會打我？」便遭到鍾雅倫噴射胡椒噴霧。根據蘋果日報的片段，鍾雅倫至少向女事主臉部噴射兩次胡椒噴霧，女事主退開嘗試抹走胡椒噴霧，並且作狀要拍打另一名警員，鍾雅倫再次向女事主噴射胡椒噴霧，並將其扯向防暴警員，讓同袍將其拘捕。

### 為警員坐上被制服疑犯辯護
2019年12月4日早上，警方在土瓜灣一個曾經被快閃堵路的位置埋伏，將三名試圖堵路及噴黑巴士玻璃的學生拘捕。其中一名喬裝女警將女學生制服後，坐上學生的肩膀，被指使用過份武力。鍾雅倫在當日下午交代事件，他指女學生曾經反抗，故否認警方行使過份武力，又指市民不應單憑一張硬照作結論。

## 外部連結
- 香港特別行政區政府及有關機構電話簿 - 鍾雅倫警司資料 （页面存档备份，存于）